# Белцетешть (комуна)
Белцетешть, Белцетешті (рум. Bălțătești) — комуна у повіті Нямц в Румунії. До складу комуни входять такі села (дані про населення за 2002 рік):
- Белцетешть (2144 особи)
- Валя-Арінь (645 осіб)
- Валя-Сяке (1629 осіб)

Комуна розташована на відстані 298 км на північ від Бухареста, 22 км на північ від П'ятра-Нямца, 97 км на захід від Ясс.

## Населення
За даними перепису населення 2002 року у комуні проживали 6675 осіб.
Національний склад населення комуни:
| Національність | Кількість осіб | Відсоток |
| -------------- | -------------- | -------- |
| румуни         | 6673           | > 99,9%  |
| українці       | 1              | < 0,1%   |
| німці          | 1              | < 0,1%   |

Рідною мовою назвали:
| Мова      | Кількість осіб | Відсоток |
| --------- | -------------- | -------- |
| румунська | 6674           | > 99,9%  |
| циганська | 1              | < 0,1%   |

Склад населення комуни за віросповіданням:
| Релігія       | Кількість осіб | Відсоток |
| ------------- | -------------- | -------- |
| православні   | 6666           | 99,9%    |
| бретрени      | 6              | 0,1%     |
| римо-католики | 1              | < 0,1%   |
| реформати     | 1              | < 0,1%   |
| баптисти      | 1              | < 0,1%   |